# حسام فوزی
حسام فوزی (زادهٔ ۳ سپتامبر ۱۹۷۴) یک بازیکن فوتبال اهل عراق است.
وی همچنین در تیم ملی فوتبال عراق بازی کرده است.